# Telegraph Hill

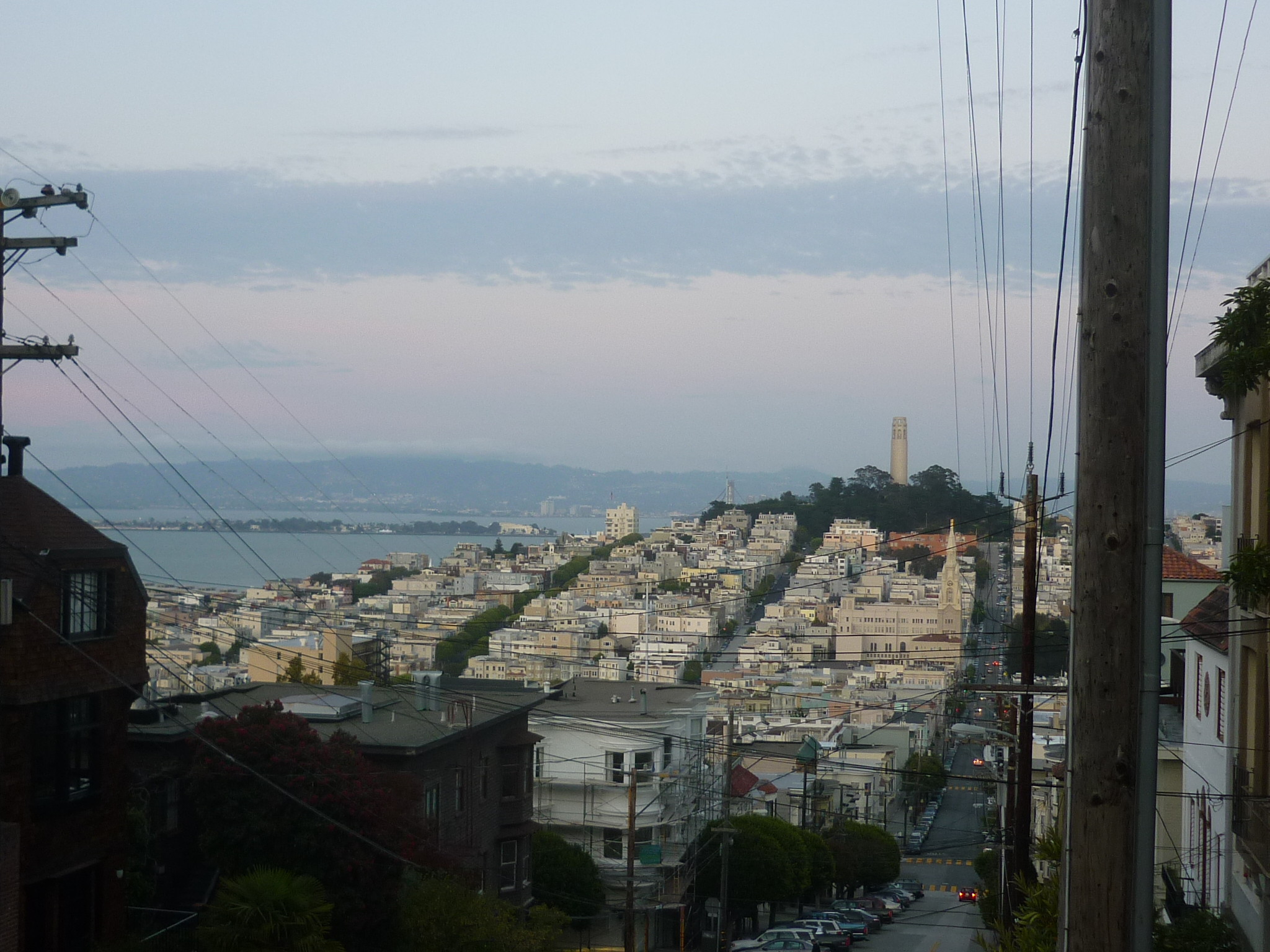
Blick von Russian Hill auf Telegraph Hill

Der Telegraph Hill ist ein Hügel und Stadtteil in San Francisco. Er stellt eine von über 40 Erhebungen im Stadtgebiet dar und erreicht eine maximale Höhe von 83 m. Neben Russian Hill und Nob Hill prägt er am deutlichsten das Stadtbild von Downtown San Francisco.

## Geschichte
Der Telegraph Hill verdankt seinen Namen einer hier vor Einführung der elektrischen Telegrafie seit September 1849 stehenden mechanischen Signalisierungseinrichtung (Semaphor), einem Mast mit zwei beweglichen Armen, deren Stellung den Anwohnern den Typ der einlaufenden Schiffe anzeigte.
Auf Telegraph Hill befinden sich einige der ältesten Häuser viktorianischer Architektur, wie sie für San Francisco üblich sind. Das große Feuer von 1906 erstreckte sich nicht auf den östlichen Teil des Hügels, so dass sich hier einige der ältesten Gebäude der Stadt San Francisco erhalten haben. So befinden sich beispielsweise in der Union Street einige viktorianische Häuser von vor 1860, die dem Carpenter-Gothic-Stil zuzurechnen sind. Am Alta Place befindet sich gar das mutmaßlich älteste erhaltene Gebäude San Franciscos von 1852.
Im Jahr 1934 wurde der Coit Tower auf dem Telegraph Hill gebaut. Der 64 m hohe Turm wurde von Arthur Brown Jr. und Henry Howard errichtet. In Auftrag gegeben wurde der Bau von der wohlhabenden Lillie Hitchcock Coit, die eine große Verehrerin der Feuerwehrleute von San Francisco war und den Turm zu Ehren der Feuerwehr bauen ließ. Des Weiteren sollte er das Stadtbild bereichern und als Aussichtsturm dienen. Innen zeigt er Wandgemälde. Von der Aussichtsplattform hat man bis heute eine Rundumsicht auf die Stadt und die Bucht von San Francisco sowie das Golden Gate.

Galerie
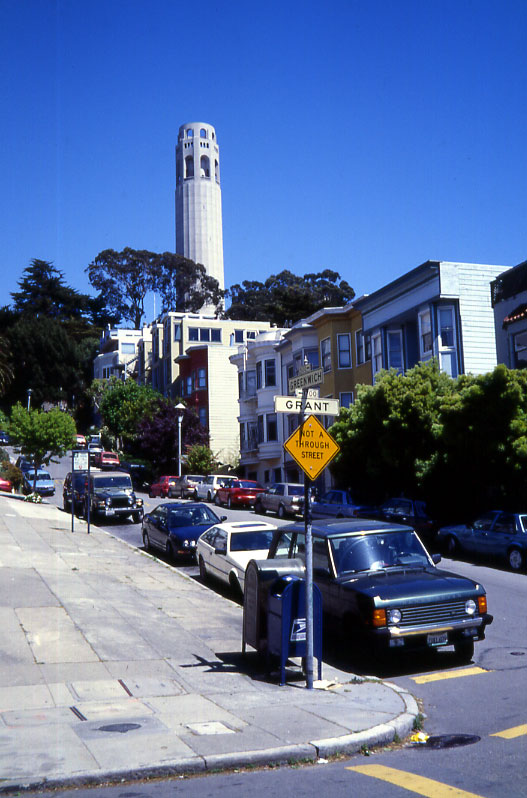
Straße am Telegraph Hill mit dem Coit Tower
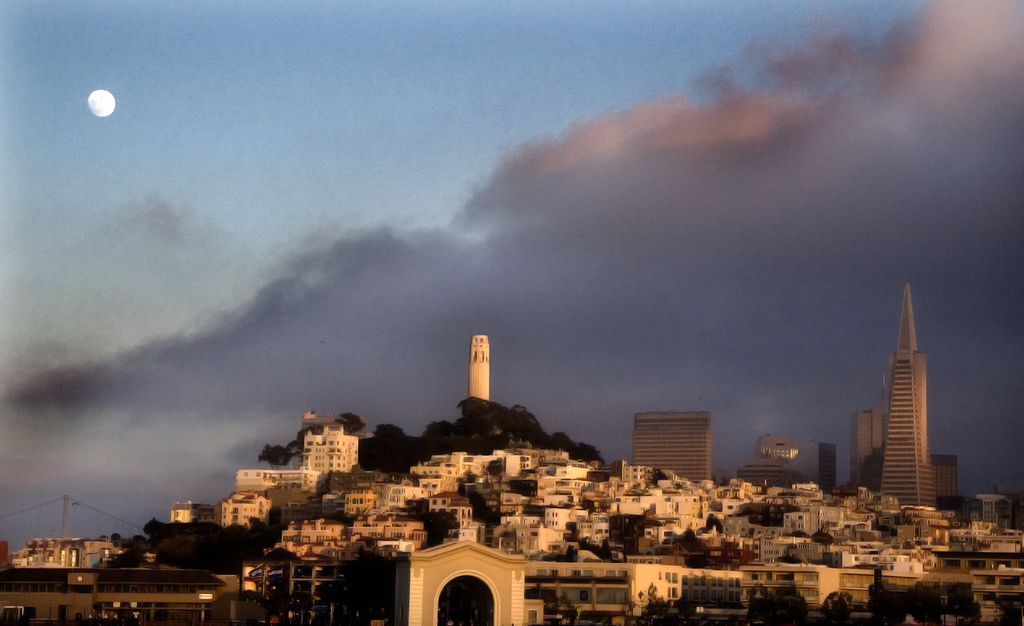
Telegraph Hill von einem Boot in der San Francisco Bay